# SUD Étudiant
SUD Étudiant est une organisation étudiante française, fondée en 1996, membre de l'Union syndicale Solidaires. Elle revendique l'appellation de syndicat étudiant. SUD Étudiant se réclame des syndicalisme de lutte et de transformation sociale, en accord avec le principe de « double besogne » de la Charte d'Amiens. Elle se réclame des principes d'autogestion, d’anticapitalisme, d'antifascisme, et s'oppose à toutes les formes de discriminations et d'inégalités.
Elle se revendique apartitaire et est proche de l'extrême gauche ou de la gauche radicale (libertaires et révolutionnaires).
SUD Étudiant est organisé en structures locales et se présente généralement aux élections universitaires. SUD Étudiant n'est pas une organisation étudiante représentative au terme de la loi, puisqu'elle ne dispose pas de sièges dans les instances étudiantes nationales.
SUD Étudiant devient « Solidaires étudiant-e-s » en 2013, après l'aboutissement du processus de fusion avec la Fédération syndicale étudiante puis de fondation d'une nouvelle organisation syndicale étudiante de lutte.

## Historique
Les premiers « SUD Étudiant » furent créées en 1996 (à la suite du mouvement social de novembre-décembre 1995), dans l'esprit du syndicalisme de lutte.
Ils furent créés principalement par des membres des coordinations étudiantes de 1995 mais aussi de militants dissidents de l'UNEF-SE, de militants d'Alternative libertaire et de militants de la LCR.
Le premier SUD Étudiant est celui de Toulouse-2 (Mirail) et Toulouse-3 (Rangueil), suivi ensuite par l'université Paris-1 Panthéon-Sorbonne, l'université Paris-3 Sorbonne-Nouvelle, Marseille, Sciences Po et Rennes.
Les samedi 6 et dimanche 7 mars 1999 à Paris, ils s'organisent en fédération nationale et rejoignent l'Union syndicale Solidaires.
En 2006 et 2008, SUD Étudiant est très actif dans les mouvements contre la loi pour l'égalité des chances et contre la loi relative aux libertés et responsabilités des universités, auxquelles il s'oppose fermement.

### La loi LRU

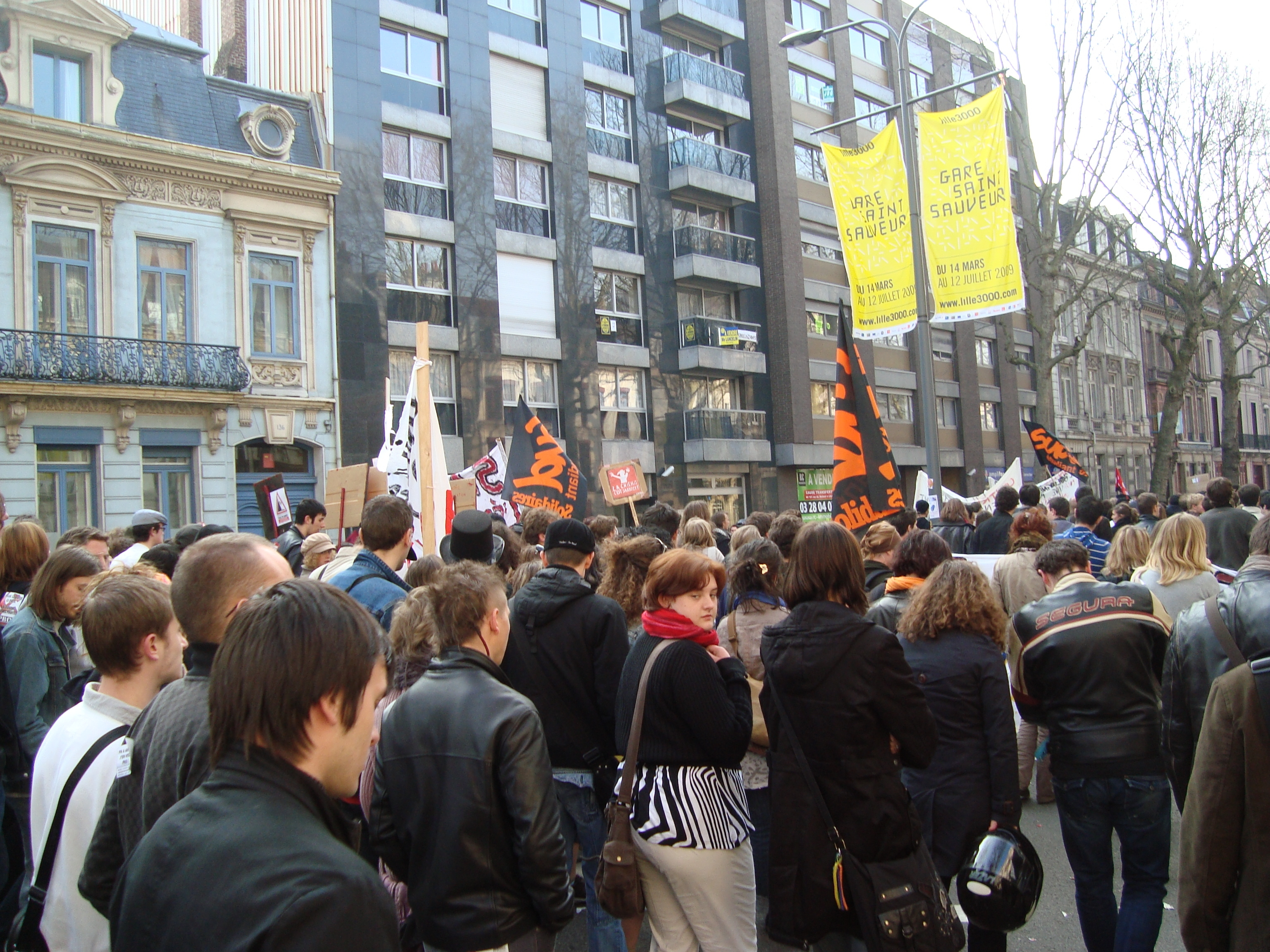
Manifestation contre la loi LRU à Lille, en 2009.

Lors du vote de la loi LRU en 2007, SUD Étudiant a été actif dans le mouvement de contestation. Avec d'autres organisations politiques et syndicales et beaucoup de personnes non membres d'une organisation a ainsi organisé la mobilisation et souvent le blocage de nombreuses universités en participant aux coordinations étudiantes au début du mouvement. Les organisations se sont réunies au sein du collectif national « Collectif contre l’autonomie des universités ». Certains observateurs, notamment du GERME, estiment que SUD Étudiant est à l'origine du mouvement anti-LRU.
SUD Étudiant s'est, en accord avec les coordinations nationales, opposé aux votes à bulletins secrets qu'ont tenté d'organiser quelques directions d'universités. SUD Étudiant a invoqué la nécessité absolue de non-ingérence des directions d'université dans les AG. Marc Gontard, président de l'université Rennes II, a accusé SUD Étudiant et d'autres organisations de manipulations lors des assemblées générales. Il accuse également des militants de SUD Étudiant d'avoir incité des étudiants à user de violences à l'endroit des non-grévistes. Malgré l'échec du mouvement, SUD Étudiant fut parmi les derniers à maintenir les actions contre la loi LRU, conformément aux décisions et dans le cadre des assemblées générales dont la légitimité fut parfois controversée par des opposants au mouvement. SUD Étudiant reconnaissait la souveraineté des assemblées générales, ce qui ne fut pas le cas de toutes les organisations étudiantes.

## Organisation

### Structure administrative

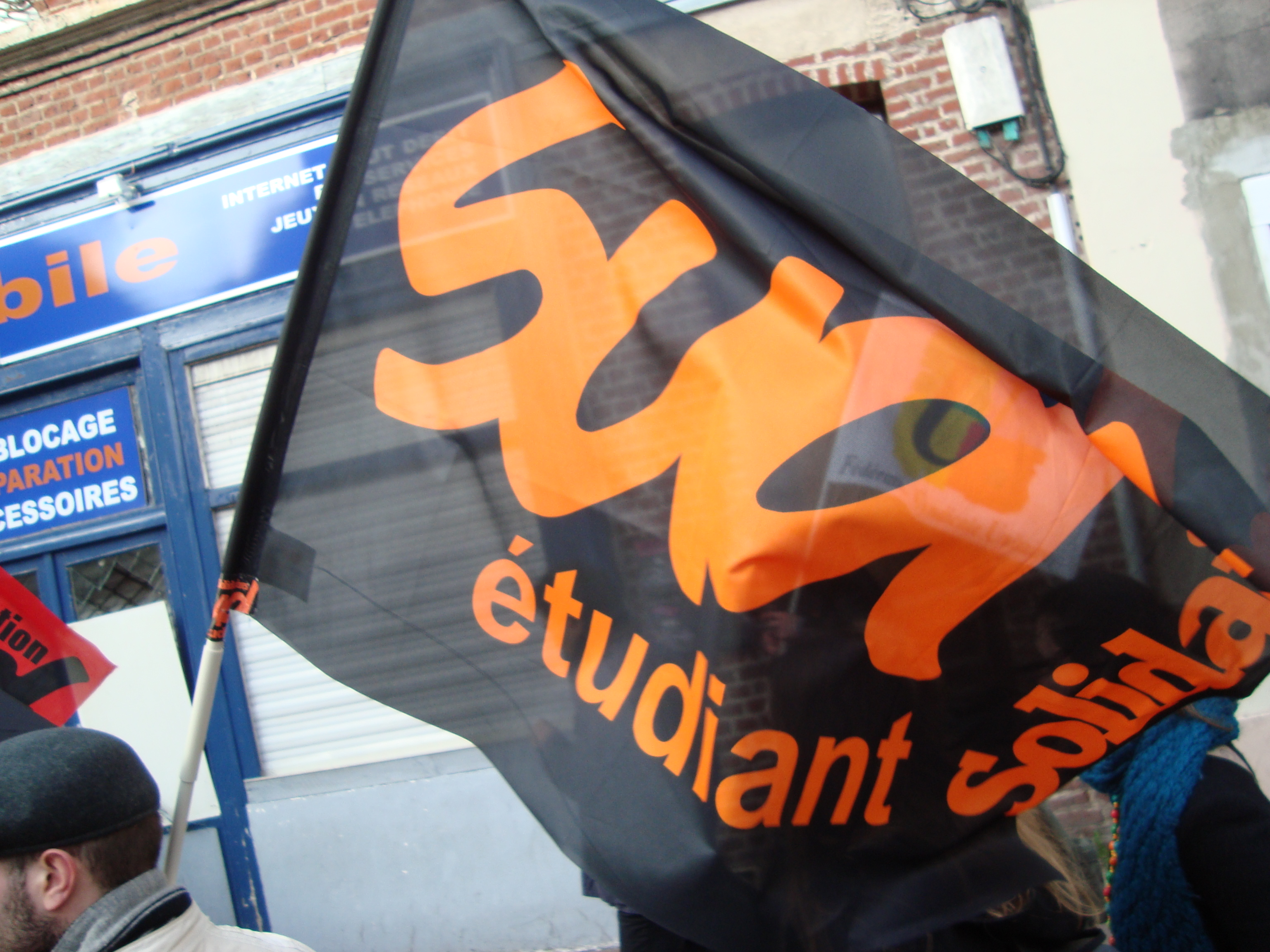
Drapeau dans une manifestation universitaire.

Comme les autres organisations étudiantes française se réclamant syndicat étudiant, SUD Étudiant n'est pas un syndicat au sens juridique du terme mais une association loi de 1901. Il ne leur est pas juridiquement possible de se structurer en syndicat puisque le statut d'étudiant ne le permet pas, mais ils adoptent néanmoins cette dénomination car c'est la démarche suivie et non le statut juridique qui importe le plus a leurs yeux.
La fédération fédère des associations loi de 1901 locales réparties sur l'ensemble du territoire français.
Ses statuts ont pour but de privilégier un fonctionnement au caractère autogestionnaire et antibureaucratique.
Les associations locales, comme la fédération, n'ont ainsi ni dirigeants ni hiérarchie interne.
Afin de réaliser les tâches administratives il existe des fonctions de secrétaires fédéraux qui n'exercent que les missions qui leur sont remis par mandat pour remplir des tâches spécifiques (trésorerie, porte-parolat...), appliquer les orientations adoptées en congrès ou les décisions courantes prises en conseils fédéraux. Ceux-ci ne peuvent pas exercer de responsabilité dans un parti politique conformément à l'esprit de la Charte d'Amiens à laquelle souscrit SUD Étudiant.
Le congrès a lieu tous les deux ans et les conseils fédéraux quatre fois par an.
Selon les sites universitaires, une association locale peut regrouper les étudiants de plusieurs universités ou bien d'une seule, en fonction de la proximité des universités et de leur taille.
Toutes les décisions sont prises par l'ensemble des membres, en accord avec les statuts de l'organisation. La recherche du consensus étant privilégiée par rapport au vote afin d'éviter l'opposition entre une majorité et une minorité.
Afin d'éviter la sur-représentation des étudiants issus des universités parisiennes, situation courante dans les organisations nationales, il est décidé que les étudiants parisiens ne constitueraient que la moitié au plus des secrétaires fédéraux.

### Activité
SUD Étudiant apporte au quotidien son aide aux étudiants en difficulté par exemple quand ils sont confrontés à des problèmes d'inscription, de titre de séjour, de bourses, de logement, de pédagogie, de harcèlement sexuel...
À côté de cette activité, SUD Étudiant a pour objectif de résoudre les problèmes sur la durée afin de dépasser les solutions individuelles. Cela passe par le volet revendicatif via les conseils centraux des universités ou les conseils d'administration des CROUS mais pas seulement. SUD Étudiant croit en la mobilisation de la population étudiante comme moyen de faire changer les choses.
SUD Étudiant exerçant souvent un rôle de représentation des étudiants dans les conseils centraux des universités, de certaines composantes ou au niveau du CROUS, il a développé une démarche d'information et de consultation des étudiants, afin de permettre la prise de décision au niveau le plus large possible (même si cette prise de décision collective est complexe a organiser).
SUD Étudiant réalise aussi des activités festives et culturelles sur les campus universitaires, le plus souvent autour de questions militantes,.
L'organisation mène aussi des actions juridiques, même si ce n'est pas son mode d'action principal.

### Textes et principes fondateurs
SUD Étudiant se donne pour textes fondateurs les chartes d'Amiens (référence théorique du syndicalisme en France) et de Grenoble (texte qui fonde le syndicalisme étudiant).
En plus des principes énoncés dans son nom (Solidaires, Unitaires, Démocratiques), l'organisation défend les principes d'autogestion, d’anticapitalisme, d'antifascisme, de laïcité et se bat contre toutes les formes de discriminations (racisme, sexisme, homophobie...) et d'inégalités. Elle défend le principe d'un enseignement supérieur émancipateur.
Selon les principes de fonctionnement de SUD Étudiant, définis notamment dans les textes de congrès, l'organisation estime que les assemblées générales (AG) sont le processus de prise de décision le plus démocratique possible en période de mobilisation. De même, sur le plan national, les militants de SUD se battent pour la mise en place d'une coordination réunissant des représentants de chaque ville portant les mandats de leurs AG locales, et dotée de porte paroles nationaux élus, afin que le mouvement étudiant puisse s'exprimer en totale indépendance des organisations et ne souffre d'aucune récupération politique. L'accent est mis sur la nécessité de s'investir dans les luttes et de défendre l'auto-organisation des luttes. Toutefois, par souci d'efficacité et d'honnêteté, SUD Étudiant ne se dissout pas dans la lutte : il continue à exister avec ses positions et revendications propres, il est force de proposition dans les AG où il se fixe comme objectif premier de défendre la démocratie (5e congrès), ses membres continuent de se réunir régulièrement.
L'organisation est généralement considérée comme proche de l'extrême-gauche,, ou qualifiée de radicale,.
Dans un article de l'AEF consacré aux organisations étudiantes, le président du GERME et le président de la Cité des mémoires étudiantes catégorisent SUD Étudiant (et la FSE) comme une structure étant dans l'« espace critique du syndicalisme dit « institutionnel » ». Pour sa part, SUD Étudiant se définit lui comme un syndicat de lutte.

### Membre de l'Union syndicale Solidaires
SUD Étudiant est membre, avec notamment les syndicats SUD (Solidaires, Unitaires, Démocratiques), de l'Union syndicale Solidaires, ce qui en fait le seul « syndicat étudiant » membre d'une union syndicale.
Selon SUD Étudiant, le but de cet engagement interprofessionnel est de rechercher une convergence des luttes en inscrivant les questions estudiantines dans des problématiques plus globales. Par ailleurs, cela permet aussi une mutualisation des moyens (locaux, tirage de tracts et d'affiches).
Ainsi, SUD étudiant participe aux actions de l'union syndicale Solidaires (Collectif national pour les droits des femmes, ATTAC, RESF...) et s'implique aussi dans des conflits ne concernant pas exclusivement les étudiants (réforme Fillon des retraites, AGCS, TCE, CPE/LEC...).
Cette appartenance à l'Union syndicale Solidaires facilite le travail en commun avec d'autres membres de l'union comme le travail réalisé en 2010 avec l'Union SNUI - SUD Trésor Solidaires sur le projet gouvernemental d'obliger les étudiants à choisir entre APL et demi-part fiscale pour leurs parents.

## Positionnement

### Dépendance économique des étudiants

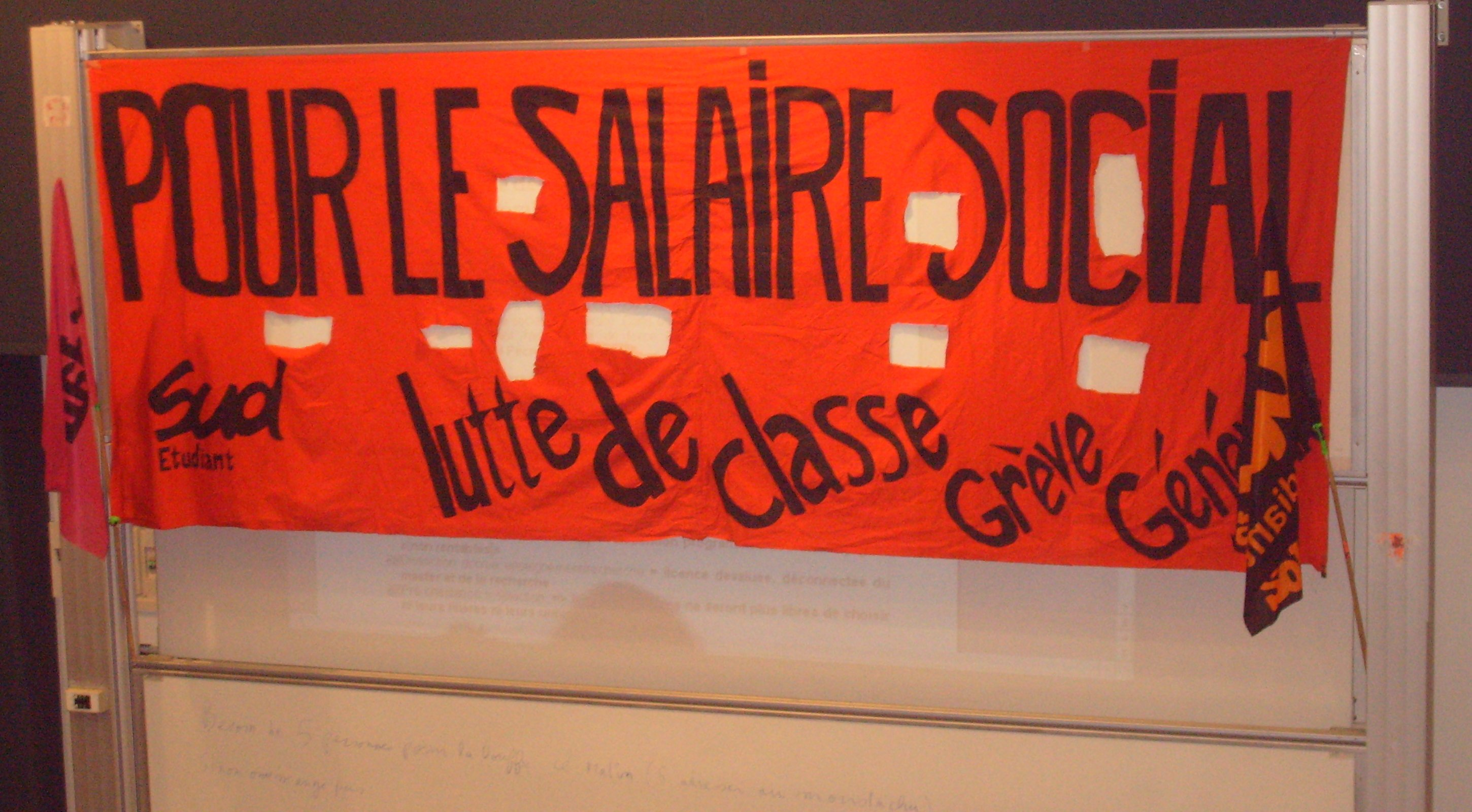
Banderole pour le salaire social et drapeaux de Solidaires et SUD Étudiant.

- Amélioration du système d'attribution des bourses en augmentant les montants, en élargissant la grille, en remplaçant les paliers par un système progressif, et en réduisant les délais de versement[42].
- Meilleure protection des étudiants salariés, que ce soit hors de leur cursus (horaires adaptés) ou dans le cadre de stages (conditions de travail garanties).
- Projet de «salaire social étudiant»[43], inspiré des travaux de Bernard Friot pour tous ceux qui suivent une formation en vue d'un premier emploi, financée par des cotisations salariales (modèle des retraites) plutôt que par des impôts (modèle des bourses, que le salaire social devrait remplacer à terme) dans le but de favoriser l'autonomie financière des étudiants et de lutter contre la précarité[44] qui conduit parfois à la prostitution[45]. Cette approche diffère d'autres projets d'autonomie financière des étudiants d'autres organisations étudiantes qui en général reposent sur l'impôt, toutefois le syndicat étudiant québécois ASSÉ avance aussi cette revendication.
- Construction massive de logement étudiant public (CROUS)[46],[47].
- Gratuité des transports collectifs pour les étudiants[48].
- Extension de la CMU complémentaire à tous les étudiants[49].
- Retour à un financement paritaire du ticket RU par l’État[49].

### Rapports entre universités et entreprises
- Interdiction de la publicité pour des entreprises privées faite sur les campus par les universités elles-mêmes (association avec des banques, assurances, etc.).
- Rejet du financement privé des thèses qui placerait les doctorants en situation de dépendance par rapport à leurs sponsors, mettant en danger l'objectivité de leurs travaux ou sacrifiant la recherche fondamentale aux applications immédiatement profitables.
- Priorité au service public pour réaliser des activités comme l'entretien et le nettoyage des locaux et espaces verts, la sécurité des campus, les télécommunications, etc.

### Structure des universités
- Attachement au caractère public et autogestionnaire de l'université[49].
- Intégration de la totalité de l'enseignement supérieur dans l'université[50].
- Suppression des écoles et instituts pour obtenir une organisation universitaire selon eux plus logique et disparition des dispositions dérogatoires de ces structures.
- Refus de l'autonomie des universités, qui serait génératrice d'une compétition qui ne profiterait qu'à un petit nombre de privilégiés au détriment des campus et des filières déconsidérées.
- Changement de la composition du conseil d'administration : 1/3 étudiant, 1/3 enseignant, 1/3 personnel technique et administratif (donc uniquement composé de membres de la communauté universitaire).
- Retour à un conseil d'administration à au moins 60 membres (avant la loi LRU ils critiquaient le nombre, pour eux trop faible, de représentants).
- Création d'une fédération universitaire en remplacement du CNESER avec changement du processus électif et compétences très élargies[51].
- Suppression des frais d'inscription[49],[52] et refus de la sélection dans le but de garantir la liberté à chacun de suivre les études qu'il souhaite.
- Rattachement direct du régime étudiant à la sécurité sociale pour mettre fin à la privatisation de la protection sociale via la concurrence des mutuelles. Création de crèches accessibles aux étudiants sur tous les campus[53], développement de la médecine préventive universitaire.
- Un financement d'état à la hauteur des besoins.
- Mise en place de plans d'économie de flux (eau, énergie, papier...), développement des transports doux, recyclage et construction suivant les principes HQE[49].

### Enseignements

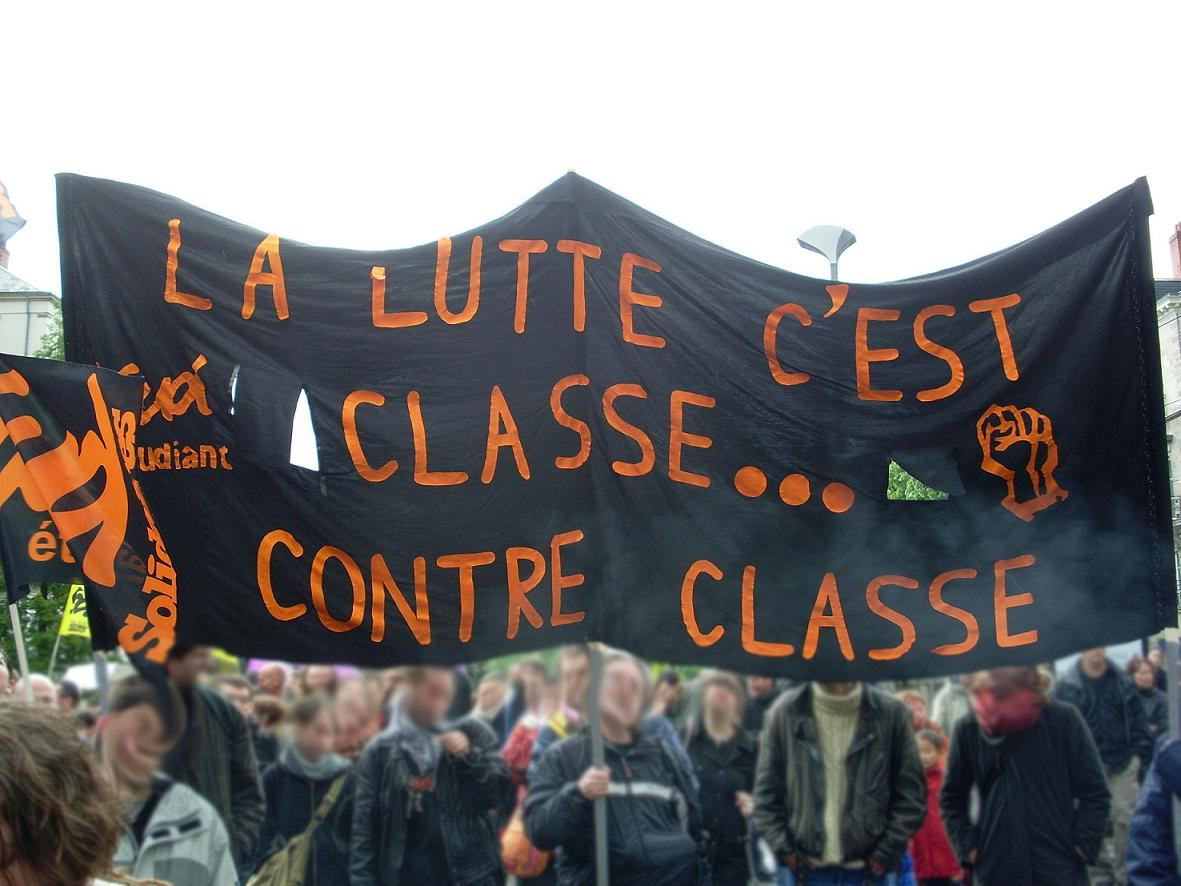
Banderole SUD Étudiant à la manifestation du 1er mai 2008 à Nantes.

- Promotion de l'esprit critique dans les enseignements et d'enseignements où l'étudiant est actif[49].
- Couplage enseignement/recherche fort[49].
- Dénonciation des contenus établis par des intervenants privés pour répondre à leurs besoins précis immédiats, au détriment de formations plus complètes.
- Refus de la logique de stage systématique dans les formations (sans que ce soit un refus systématique).
- Création de modules de droit du travail dans toutes les formations[54].
- Promotion des logiciels libres et de l'interopérabilité pour que les étudiants ayant besoin d'outils informatiques soient moins dépendants de licences payantes et restrictives[49].
- Critique de la semestrialisation jugée peu pédagogique, et en particulier de la semestrialisation partielle (2 semestres par année universitaire mais les semestres restent pairs ou impairs, il est donc impossible a un étudiant ratant un semestre de le suivre immédiatement).

## Relations avec les autres organisations étudiantes
Pour SUD Étudiant, comme pour l'ensemble de  l'Union syndicale Solidaires, l'indépendance syndicats/partis est un principe essentiel. SUD Étudiant s'inscrit dans une démarche syndicale non partisane. L'article 13 de ses statuts stipule qu'un adhérent à SUD Étudiant ne peut pas se présenter sur une liste électorale politique au titre de son appartenance syndicale (voir la partie Structure administrative pour ce qui concerne les secrétaires fédéraux).
SUD Étudiant a de nombreux points de convergence avec la Fédération syndicale étudiante (FSE), avec qui il a fait liste commune aux élections CNESER de 2002, 2006, 2008, 2010 et 2012. Un processus de fusion a été entamé entre les deux fédérations, qui devrait aboutir à un congrès de création d'une nouvelle structure en 2012,.
Par ailleurs, il arrive que SUD Étudiant mène des actions communes avec l'UNEF, la FSE, la CNT, des syndicats d'enseignants ou de personnels ou encore d'autres organisations, lorsque les revendications sont communes. Il lui arrive de produire des tracts unitaires et de mener des actions communes. Par exemple en 2009, la fédération SUD Étudiant a créé avec d'autres organisations de jeunesse le collectif « Jeunes pour le Climat et la Justice sociale ».
En raison de ses positions, il entretient des relations houleuses avec les organisations étudiantes antisyndicales de droite comme le MET ou le RED. Elles sont souvent un peu meilleures avec l'UNEF bien que les méthodes et les valeurs soient assez différentes.

## Audience et représentativité
Du fait de ces résultats électoraux insuffisants pour obtenir un élu au sein du CNESER et du CNOUS, l'organisation n'est pas considérée représentative par le ministère de l'Enseignement supérieur et de la Recherche.
Il ne s'agit pas d'une préoccupation majeure pour SUD Étudiant, dans la mesure où l'organisation considère d'une part que les très faibles taux de participations des étudiants aux élections des conseils centraux des universités ne confèrent aucune légitimité aux élus pour parler au nom de l'ensemble de la communauté étudiante et d'autre part que le faible poids des élus étudiants au sein des instances universitaires les condamne à y faire de la « figuration ». L'assemblée générale constitue pour SUD Étudiant une institution plus démocratique, car elle regroupe une part significative des étudiants, et plus efficace pour satisfaire les revendications étudiantes.
| Année | Voix | %    | Sièges | Rang | Commentaire                                       |
| ----- | ---- | ---- | ------ | ---- | ------------------------------------------------- |
| 2002  | 119  | 7    | 0 / 11 | 5e   | Liste commune avec Fédération syndicale étudiante |
| 2004  | 88   | 4,66 | 0 / 11 | 6e   |                                                   |
| 2006  | 68   | 3,5  | 0 / 11 | 6e   | Liste commune avec Fédération syndicale étudiante |
| 2008  | 131  | 6,5  | 0 / 11 | 6e   | Liste commune avec Fédération syndicale étudiante |
| 2010  | 104  | 5,06 | 0 / 11 | 6e   | Liste commune avec Fédération syndicale étudiante |
| 2012  | 54   | 3,31 | 0 / 11 | 6e   | Liste commune avec Fédération syndicale étudiante |

En 2002, SUD Étudiant avait présenté une liste commune au CNESER avec la Fédération syndicale étudiante afin d'élargir sa représentation, totalisant 7,05 % (119 voix).
En 2004, SUD Étudiant rassemble sur son seul nom 4,66 % (88 voix) des suffrages et la FSE 2,65 % (50 voix).
En 2006, la liste commune SUD Étudiant/FSE a obtenu 68 voix soit moins de voix que la seule liste SUD Étudiant lors des précédentes élections.
En 2008, la liste commune SUD Étudiant/FSE a obtenu 131 voix. SUD Étudiant a toutefois accusé le scrutin d'être entaché d'irrégularités aux dépens de sa liste commune avec la FSE. Les deux organisations ont saisi à ce propos le tribunal administratif. La liste PDE conteste elle aussi la sincérité de ce scrutin. Leur plainte n'a pas abouti et les résultats 2008 sont confirmés par la justice[réf. nécessaire].
En 2010, la liste commune SUD Étudiant/FSE enregistre une forte baisse par rapport à 2008, que ce soit en nombre de voix (104 contre 131 en 2008) ou en pourcentage (5,06 % contre 6,05 %); elle n'obtient pas de siège (il lui manquait plus de 50 voix).
En 2012, le score en pourcentage de la liste commune Sud Étudiant / FSE est le plus mauvais depuis ces 10 dernières années.